# Johanna Catharina Aarsse
Johanna Catharina Aarsse (Den Haag, 21 september 1811 - aldaar, 16 augustus 1898) was een Nederlandse concertzangeres. 

## Biografie
Aarsse was de dochter van Philippine Catharina van Baeten en Laurens Johannes Aarsse. 
Aarsse kreeg een opleiding bij de Koninklijke Muziekschool in Den Haag, met dank aan directeur H.H. Lübeck die ook kinderen uit arbeidersgezinnen een kans gaf zich te ontwikkelen. Als lid van de Haagse Maatschappij tot Bevordering der Toonkunst zong zij de altsolo's. Op 26 juli 1839 zong zij bij het huwelijk van Willem III met Sophie van Wurtemberg. 
Tot op 65-jarige leeftijd heeft zij solo's gezongen. Haar contra-alt had een breed bereik. Dankzij haar goede technieken en gevoelige vertolkingen had Aarsse een goede naam opgebouwd.
Ze bleef ongehuwd en kinderloos.